# Virtus Global Games
I Virtus Global Games (in precedenza o INAS Global Games) sono competizioni multisport mondiali organizzate ogni 4 anni dalla Virtus (Federazione sportiva internazionale per atleti con disabilità intellettivo-relazionale - già INAS). Organizzati dal 2004, sono il più grande evento sportivo d'élite per atleti con disabilità intellettiva e dal 2017, con autismo e sindrome di Down. Per partecipare atleti ed atlete devono ottenere una qualifica di alto livello per competere nei loro sport prima di essere selezionati per rappresentare il loro paese.
Nel 2023 si svolse la sesta edizione, organizzata a Vichy, in Francia.
Le competizioni VIRTUS, specie quelle di Nuoto, Atletica e Tennis da tavolo sono riconosciute e sanzionate dalle principali organizzazioni sportive mondiali.

## Storia

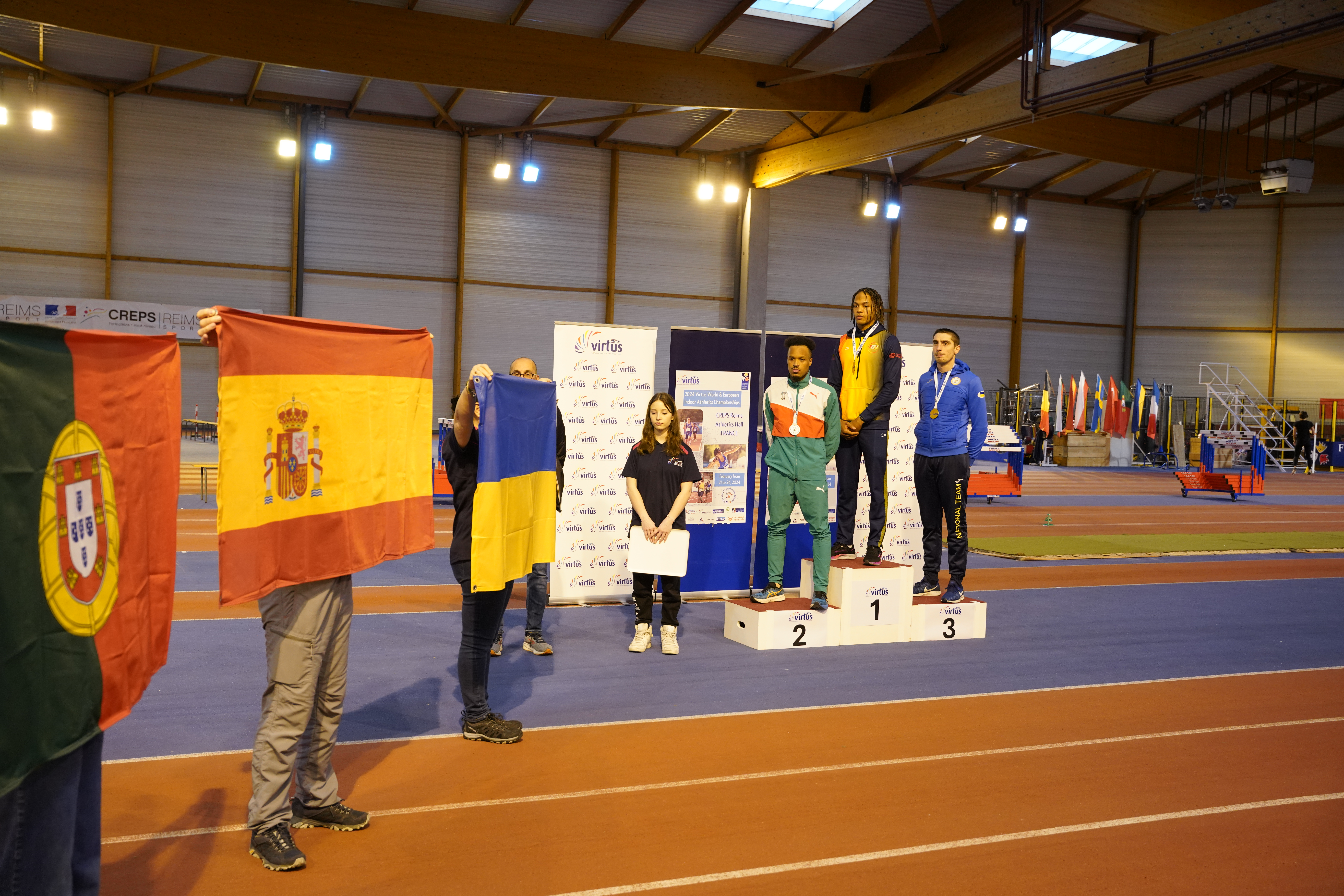
2024.

L'INAS-FMH (ora conosciuta come Virtus) è un'organizzazione fondata nel gennaio 1986 da un gruppo di professionisti e sportivi olandesi con l'obiettivo di promuovere la partecipazione degli atleti con disabilità intellettiva nello sport. Nel 1989, si tenne ad Härnösand, Svezia la 1ma edizione dei "Giochi Mondiali per atleti con disabilità intellettiva", che in seguito furono chiamati Global Games. 
Nel settembre 1991, prima dei Giochi paralimpici del 1992, si svolsero a Madrid i primi Giochi Paralimpici per "persone con handicap mentale", ai quali parteciparono 70 nazioni. 
Nel 1994, l'INAS-FMH mutò sigla in INAS-FID.
Nel 1996, gli atleti con disabilità intellettiva furono integrati nel programma delle Paralimpiadi di Atlanta, portando all'interruzione dei Global Games. Ciò rappresentò una rivoluzione, poiché in precedenza solo agli atleti con disabilità fisiche o sensoriali era concesso partecipare.
Al termine dei Giochi Paralimpici del 2000 a Sydney, uno dei medagliati, Carlos Ribagorda, rivelò che su 12 giocatori della nazionale maschile spagnola di pallavolo adattiva (che aveva vinto un oro), solo 2 avevano disabilità accertate mentre gli altri 10 erano normodotati. Tale controversia portò all'esclusione degli atleti con "handicap intellettivi" dai Giochi Paralimpici fino al 2012. 
Durante la sospensione dalle paralimpiadi, l'INAS organizzò gli INAS Global Games.
La 2ª edizione (2009), si tenne a Liberec, Repubblica Ceca; alla cerimonia d'apertura partecipò il Presidente del senato ceco, Přemysl Sobotka.
L'edizione successiva si tenne nel 2011, a Loano in Italia dal 24 settembre al 4 ottobre, con la collaborazione della Federazione Italiana Sport Paralimpici degli Intellettivo-Relazionali (FISDIR).
Nel 2012, in seguito ad una riforma interna del CPI riguardante i processi di ammissibilità degli atleti con disabilità intellettive, questi poterono partecipare ai Giochi Paralimpici di Londra.
I primi tre INAS Global Games si svolsero in Europa, (Svezia, Czechia Italia) mentre la quarta edizione del 2015 fu estesa al Sud America ,anticipando le Paralimpiadi del 2016 a Rio de Janeiro; Il fallimento del comitato organizzatore ecuadoregno costrinse l'INAS ad assumersi i compiti organizzativi dell'evento.
Nel 2017, l'assemblea generale dell'INAS-FID votò per includere atleti ed atlete con la sindrome di down ed autismo nelle competizioni Global Games. I Campionati VIRTUS di tennis da tavolo 2017 a Hradec Kralove, nella Repubblica Ceca, sono stati la prima competizione a sperimentare i nuovi gruppi.
Dopo aver dominato le tre edizioni precedenti di fila, l'Australia nel 2019 si aggiudicò i diritti di ospitare l'evento, che si tenne a Brisbane. Nello stesso anno, l'INAS-FID cambiò nome in Virtus, e i Global Games furono rinominati Virtus Global Games.
Nel 2020 la Francia ottenne i diritti per ospitare l'evento nel 2023, a distanza di un anno dalle Paralimpiadi di parigi.
La Federazione francese degli Sport Adattati ha firmato, nel dicembre 2021, la carta dei 15 impegni eco-responsabiliGli organizzatori dei Virtus Global Games 2023 rispetteranno quindi questa carta attraverso numerose azioni concrete e quotidiane. 
Nel dicembre 2021 la Fédération Française du Sport Adapté (FFSA) ha sottoscritto la carta dei 15 impegni eco-responsabili, del Ministero dello Sport e dei Giochi Olimpici e Paralimpici, sviluppata in collaborazione con il WWF. Gli organizzatori degli eventi sportivi promettono di ridurre il loro impatto ambientale, promuovere un'economia sostenibile, combattere le discriminazioni e sensibilizzare il pubblico.
La 6ª edizione dei Virtus Global Games si è tenuta a Vichy tra il 4 ed il 10 giugno 2023, nel 35º anniversario dell'associazione Virtus; Questa edizione è stata aperta alle categorie II2 e II3 ed è stata aggiunta la disciplina del ParaKarate . Per la squadra azzurra un ottimo risultato con ben 85 medaglie (30 ori, 26 argenti e 29 bronzi) in 5 sport (Atletica leggera, Nuoto, Canottaggio, Karate e Taekwondo) che collocano l'Italia al terzo posto nel medagliere finale dietro Francia ed Australia.

## Edizioni
| N° | Anno | Data                     | Luogo     | Paese     | Top Nation | Sports | Numero eventi | Numero paesi | Numero atleti |  |
| -- | ---- | ------------------------ | --------- | --------- | ---------- | ------ | ------------- | ------------ | ------------- |  |
| —  | 1989 |                          | Härnösand | Svezia    |            |        |               |              |               |  |
| 1  | 2004 | 25 luglio - 23 agosto    | Bollnäs   | Svezia    | Polonia    | 6      | 91            | 40           | + 1 000       |  |
| 2  | 2009 | 7-11 giugno              | Liberec   | Rep. Ceca | Australia  | 9      | 97            | 34           | + 800         |  |
| 3  | 2011 | 26 settembre - 4 ottobre | Loano     | Italia    | Australia  | 8      |               | 36           | + 1 000       |  |
| 4  | 2015 | 20-27 settembre          | Guayaquil | Ecuador   | Australia  | 8      |               | 35           | + 600         |  |
| 5  | 2019 | 12-19 ottobre            | Brisbane  | Australia | Australia  | 11     |               | 50           | + 814         |  |
| 6  | 2023 | 4-10 giugno              | Vichy     | Francia   | Francia    | 13     |               | 60           | + 1 100       |  |
| 7  | 2027 | 22 novembre - 5 dicembre | Il Cairo  | Egitto    |            |        |               |              |               |  |
| 8  | 2031 |                          |           |           |            |        |               |              |               |  |

## Medagliere

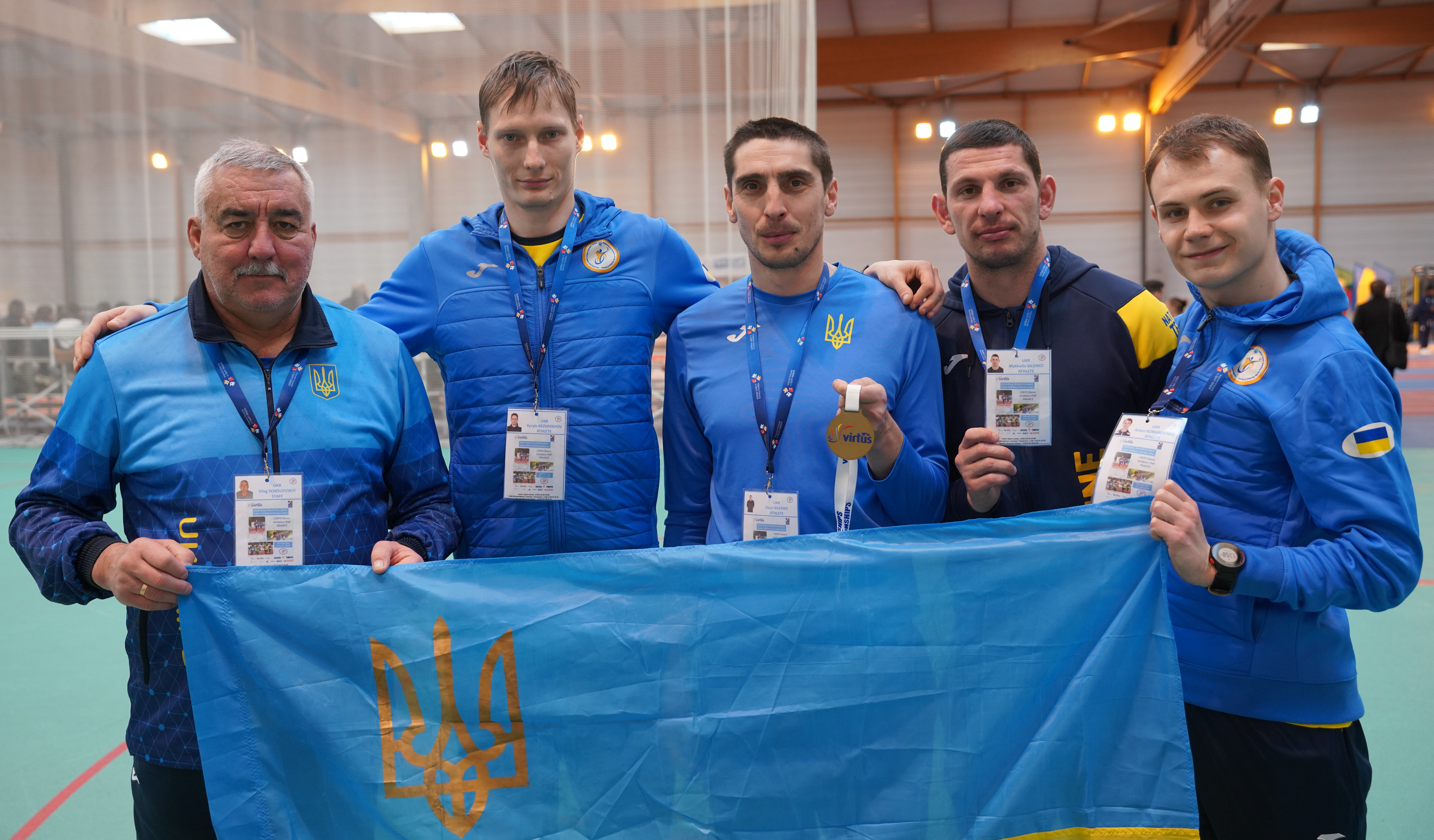
Ucraina

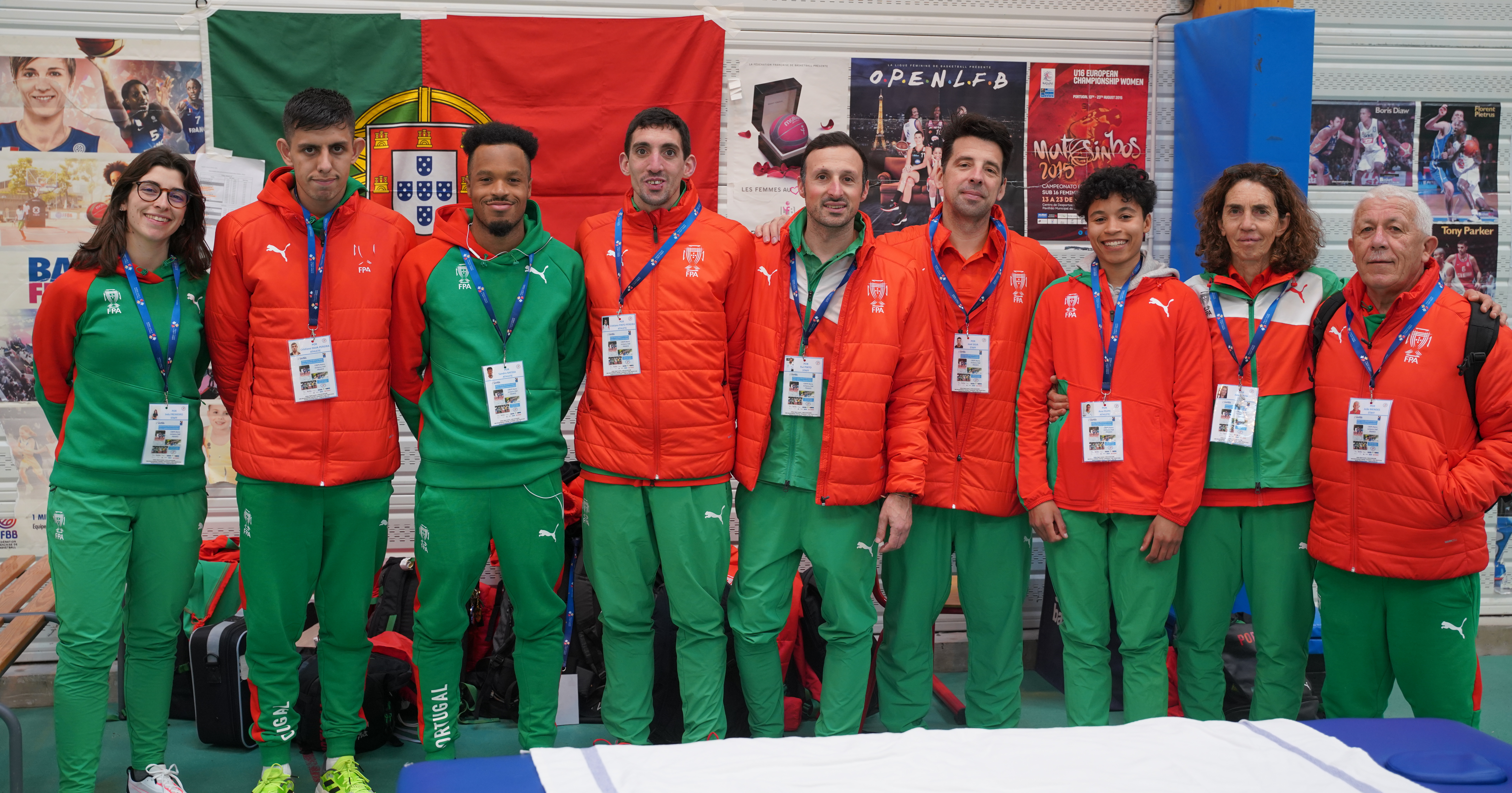
Portogalo.

| Posiz. | Nazione       | Oro | Argento | Bronzo | Totale |
| ------ | ------------- | --- | ------- | ------ | ------ |
| 1      | Australia     | 189 | 134     | 142    | 465    |
| 2      | Francia       | 121 | 89      | 83     | 293    |
| 3      | Hong Kong     | 64  | 64      | 57     | 185    |
| 4      | Giappone      | 35  | 62      | 68     | 165    |
| 5      | Polonia       | 62  | 52      | 47     | 161    |
| 6      | Italia        | 38  | 36      | 43     | 117    |
| 20     | Brasile       | 16  | 15      | 19     | 50     |
| 7      | Portogallo    | 43  | 25      | 35     | 103    |
| 8      | Ucraina       | 23  | 24      | 12     | 59     |
| 9      | Spagna        | 36  | 25      | 18     | 79     |
| 10     | Ungheria      | 15  | 28      | 25     | 68     |
| 11     | Sudafrica     | 14  | 18      | 34     | 66     |
| 12     | Regno Unito   | 22  | 22      | 15     | 59     |
| 13     | Corea del Sud | 23  | 13      | 22     | 58     |
| 14     | Russia        | 34  | 13      | 9      | 56     |
| 15     | Spagna        | 13  | 16      | 17     | 46     |
| 16     | Rep. Ceca     | 9   | 13      | 14     | 36     |
| 17     | Paesi Bassi   | 10  | 11      | 13     | 34     |
| 18     | Stati Uniti   | 4   | 19      | 11     | 34     |
| 19     | Ecuador       | 12  | 8       | 10     | 30     |
| 21     | Estonia       | 13  | 10      | 6      | 29     |
| 22     | Danimarca     | 15  | 8       | 5      | 28     |
| 23     | Messico       | 12  | 4       | 11     | 27     |
| 24     | Svezia        | 6   | 9       | 5      | 20     |
| 25     | Tunisia       | 5   | 5       | 8      | 18     |
| 26     | Egitto        | 6   | 2       | 3      | 11     |
| 27     | Taipei cinese | 5   | 2       | 3      | 10     |
| 28     | Colombia      | 7   | 0       | 2      | 9      |